# جميل كافوكتش
جميل كافوكتش (بالتركية: Cemil Kavukçu)‏ ( ولد في عام 1951، إنجول ) كاتب حكايات تركية .
وفي عام 1976 تخرج من كلية العلوم قسم الهندسه الجيوفيزيائية في جامعة اسطنبول . نشرت القصص في مختلف المجلات منذ عام 1980 وقد فاز في عام 1987 عن عمله المسمى باتيكا بجائزة ياشار نابي ناير للقصة، وفي عام 1996 فاز بجائزة معرض سيد فائق عن عمله المسمى باتجاه النقط البعيده، وفاز أيضا بجائزة سادات سمافي للأدب عن عمله المسمى جدران الأنجلكوما الذي يحكي فيه سيرة ذاتية.

## الكتب
تم نشر الكتب بواسطة حياة للنشر
- طيور سولو
- زمن المرآة
- أحلام شخص أخر
- نولايا
- جامبا
- ضل في شارع معروف
- عودة
- مجرم يوليو
- اتجاه النقط البعيده
- من أجل النائمون فقط
- خمس نوافذ أربعة جدران
- شمس الأحد
- وقد بكت السفن
- ألعاب المياه العكرة
- جدران الأنجلكوما
- خمسين جرام في ميموز
- طوق الحمامة

## روابط خارجية
- جميل كافوكتش على موقع IMDb (الإنجليزية)
- جميل كافوكتش على موقع ألو سيني (الفرنسية)
- جميل كافوكتش على موقع أول موفي (الإنجليزية)
- جميل كافوكتش على موقع قاعدة بيانات الفيلم (الإنجليزية)
- جميل كافوكتش على موقع كينوبويسك (الروسية)